# Patricia Breslin
Patricia Breslin (New York, 17 maart 1931 - Baltimore, 12 oktober 2011) was een Amerikaans actrice.
Breslin maakte haar debuut op televisie in 1949 met de rol van Julia in de aflevering Romeo en Julia van de televisieserie Repertory Theatre. In 1954 volgde haar filmdebuut met een hoofdrol tegenover Sidney Poitier in Go, Man, Go!. In haar carrière zou ze in nog drie films spelen, waaronder Andy Hardy Comes Home (1958), Homicidal (1961) en I Saw What You Did (1965).
Na gastrollen in onder andere Maverick, The Rifleman, Alfred Hitchcock Presents, Bonanza, Perry Mason, Twilight Zone, The Alfred Hitchcock Hour en The Virginian, kreeg ze in 1964 de rol van Laura Brooks in Peyton Place, een rol die ze tot 1965 bleef spelen. Hierna kreeg ze in 1966 een rol in General Hospital, maar stapte in 1969 uit de soapserie. Dit was haar laatste televisieverschijning. Ze trouwde met NFL teameigenaar Art Modell.
- Biblioteca Nacional de España: XX5629714
- Bibliothèque nationale de France: cb14158937p (data)
- International Standard Name Identifier: 0000 0004 4775 3309
- Library of Congress Control Number: n86139862
- Virtual International Authority File: 315533361
- WorldCat: E39PBJdx6FjK9B36tgfmpTmmVC